# Casa de Teles de Meneses
A Casa de Teles de Meneses foi uma família nobre de senhores, condes e marqueses de Castela e Portugal na idade média. A família tem origem em Telo Peres de Meneses, 1º Senhor de Meneses, magnata leonês e líder militar durante o reinado do rei Afonso VIII além de poderoso nobre na Tierra de Campos. Telo de Meneses ficou conhecido como um grande filantropo, patrono dos mosteiros e hospitais para cativos e leprosos e por meio do filho de Telo, Afonso os Teles de Meneses governaram várias tenências em diferentes períodos, incluindo Cea, Grajal, Madrid, Cabezón, Mayorga, Montealegre e Carrión de los Condes, esta última, partilhado com Gonçalo Rodrigues Girão. Os membros dessa casa foram importantes figuras da história como administradores coloniais, militares, navegantes, etc além de uma monarca representada por Leonor Teles.

## Ramos e títulos de nobreza

### Senhor de Meneses
O título foi dado ao fundador da casa Telo Peres de Meneses. Era dono de vastas propriedades na parte leste de Tierra de Campos incluindo Meneses e Montealegre. Também era dono de terras no vale do rio Sequillo e outras propriedades ao longo do Caminho de Santiago, onde fundou hospitais para os peregrinos e os leprosos. Foi tenente de Cea em 1181, a região onde ele também era dono de várias propriedades, assim como em Meneses. O último senhor foi Martim Gil de Albuquerque, 11º. Senhor de Meneses.

### Senhor de Albuquerque
O filho de Telo Peres de Meneses, Afonso, recebeu o título de senhor de Albuquerque do rei Sancho I depois de conquistar a vila de Albuquerque. Lá ele construiu o Castelo de Albuquerque. O último senhor foi Martim Gil de Albuquerque, 7.º senhor de Albuquerque.

### Conde de Ourém
O Condado de Ourém é dado pelo Rei D. Fernando I a  D. João Afonso Telo de Menezes (1310-1381). Ainda que tenha tido descendentes, o título não foi hereditário e lhe foi tirado após sua morte.

### Conde de Vila Real
Pedro de Meneses, neto do 1º Conde de Ourém, recebeu o título de Conde em 1424 originando a Casa de Vila Real.[carece de fontes?] Este foi a primeira atribuição deste título permanecendo na Casa de Teles de Meneses até Miguel Luís de Meneses, 2.º Duque de Caminha morrendo em 1641 sem deixar descendência extinguindo a linhagem. A segunda atribuição do título ocorreu em 1823 em favor da Casa de Mateus.

### Conde de Tarouca/Marquês de Penalva
João de Meneses é feito 1º conde de Tarouca em 24 de Abril de 1499, por carta de D. Manuel I, Almirante de Portugal,por carta de 9 de Junho de 1489 é nomeado governador da casa do príncipe, servindo também junto a ele os ofícios de mordomo mor, vedor da fazenda, e escrivão da puridade.Tal título permanece em sua linhagem até o fim da monarquia em Portugal (1910) com a última soberana sendo D. Eugénia Teles da Silva (1860-1946), 12º Condessa de Tarouca.

## Teles de Meneses no Brasil
Luís Teles da Silva Caminha e Meneses acompanhou a comitiva de D. João VI em 1808, tendo se tornado, posteriormente governador do Rio Grande do Sul (1814-1818).